# مبنى الجمعية الوطنية في أرمينيا
مبنى الجمعية الوطنية في أرمينيا (الأرمينية: Հայաստանի Ազգային ժողովի շենքը؛ هياستاني أزغاين زهوغوفي شينك) يقع في شارع باجراميان، يريفان. تم تصميمه من قبل مارك غريغوريان. 